# Mestre Toni Vargas
Antônio Cesar de Vargas (5 de abril de 1958) mais conhecido como Mestre Toni Vargas é um mestre de capoeira, educador, compositor, poeta e cantor. Casado com uma capoeirista, Toni Vargas também é pai de três filhos: Ruan, Gabriel e Tiago.

## Biografia
Quando criança, seu primo o levou para uma aula de capoeira e este foi o motivo dele iniciar a prática da arte. Nesta mesma aula, ele conhece o Mestre Rony (já falecido) do Grupo Palmares de Capoeira, que descobriu que o menino tinha coragem e talento, apesar de não ter recursos para pagar os treinos. Mesmo sem contribuir financeiramente, Toni pôde iniciar suas aulas com Mestre Rony no ano de 1968 em um bairro da Zona Norte do Rio de Janeiro. Posteriormente, Toni Vargas treinou por alguns anos com o Mestre Touro (do Grupo Corda Bamba) no bairro da Penha (no Rio de Janeiro) até que em 1976 entrou para a Universidade Federal do Rio de Janeiro (UFRJ) e começou a cursar Educação Física.
Casado com uma capoeirista, Toni Vargas também é pai de três filhos: Ruan, Gabriel e Tiago.

## Carreira
Toni Vargas conheceu o Grupo Senzala em 1977, o qual é seu grupo de capoeira até os dias atuais. Àquela época, ele treinou com o Mestre Peixinho até chegar à última corda de capoeira em 1985, tendo sido reconhecido como mestre posteriormente.
Mestre Toni Vargas possui atualmente sua própria escola dentro do Grupo Senzala e, junto com mais duas escolas de dois mestres diferentes, Centro Cultural Senzala de Capoeira Memória Viva Mestre Peixinho, do Mestre Ramos, e Capoeiraskolen Senzala, do dinamarquês Mestre Steen, ele tem o Ilê de Seu Peixinho, seu local de trabalho. Toni frequentemente viaja para Dinamarca para conduzir seus projetos na Europa e é convidado por outros grupos de capoeira de dentro e fora do Brasil para palestras, workshops e participar de eventos.
Toni Vargas também atua há mais de 30 anos com crianças na prática da capoeira e em um método batizado por ele de Recreação Ativa que une música, movimento e dramatização com histórias para educação de crianças. A partir do sucesso desse método, ele lançou em 2018 um CD infantil, com o nome “Recreação Ativa”.
Em 2017 lançou seu primeiro livro, que recebeu o nome “Fragmentos da Mandinga”, e  já tem trabalhado no lançamento do segundo livro.

## Música
Mestre Toni Vargas possui um total de 7 CDs gravados, contendo alguns clássicos da música da capoeira como “Quando Venho de Luanda”, “Dona Isabel”, “Saudade” e “Era Uma Noite Sem Lua”.
Algumas de suas músicas fazem homenagens a grandes capoeiristas, como a música "Uma vez Perguntaram a seu Pastinha", na qual Toni Vargas narra a visão de Mestre Pastinha sobre a capoeira: um jogo, um brinquedo mas para a qual precisa respeitar o medo e dosar a coragem.
Outras, falam sobre a escravidão, como a canção "Dona Isabel que História é Essa", na qual o Mestre questiona o quanto a assinatura da carta da Princesa Isabel de fato aboliu a escravidão verdadeiramente, já que após esse fato a situação dos ex-escravos continuou precária socialmente e o fato dos movimentos abolicionistas pressionarem bem antes disso para ocorrer o fim da escravidão.
Mais uma canção que apresenta esse contexto é "Quando vendo de Luanda", a qual comenta sobre a  injustiça da captura dos escravos africanos, bem como o reconhecimento da África como um lugar que garante a valorização do negro e da sua cultura. Já a canção "Dor, dor, dor" não só evidencia a violência sofrida pelos escravos advindos da África como também apresenta a continuidade das injustiças até os dias atuais por meio da perpetuação do racismo estrutural na sociedade ocidental.
Por sua vez, a música "Misturou" apresenta a teoria da formação da população brasileira a partir do "mito das três raças", destacando a figura do Zumbi de Palmares como o início da formação de uma sociedade heroica e guerreira.
Álbuns gravados por Mestre Toni Vargas:
- Liberdade (2019)
- Mestre Toni (2019)
- Feiras de Cantigas (2019)
- Quadras e Corridos (2019)
- Saudade (2019)
- Recreação Ativa (2022)
- Tributo ao Mestre Peixinho (2022)